# 干拓仮乗降場

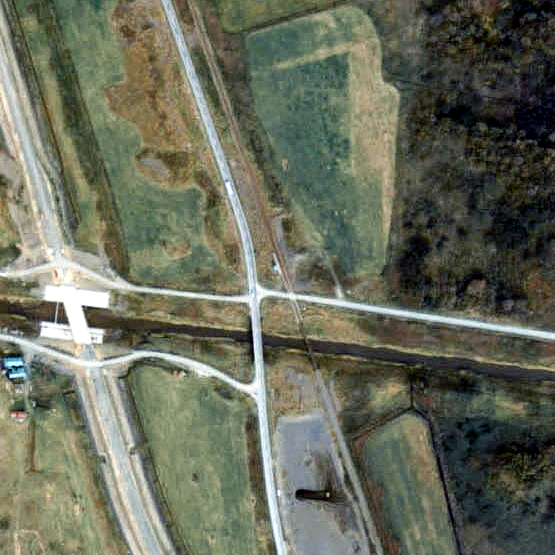
1977年の干拓仮乗降場と周囲約500m範囲。上が幌延方面。羽幌側に水路状のトコツナイ川。左に国道232号の旧道と建設中の新道が並ぶ。1両程の長さしかない簡易型ホーム上横に水色の屋根の待合室が見える。周囲は酪農地帯でほとんど家がない。

干拓仮乗降場（かんたくかりじょうこうじょう）は、北海道天塩郡天塩町字更岸にかつて存在した、日本国有鉄道（国鉄）羽幌線の駅（廃駅）である。羽幌線の廃線に伴い、1987年（昭和62年）3月30日に廃駅となった。

## 歴史
- 1955年（昭和30年）12月2日 - 日本国有鉄道（国鉄）天塩線の干拓仮乗降場（局設定）として開業[1]。
- 1958年（昭和33年）10月18日 - 天塩線を羽幌線に編入して羽幌線が全通、それに伴い同線の仮乗降場となる。
- 1987年（昭和62年）3月30日 - 羽幌線の全線廃止に伴い、営業を停止、廃止となる[1]。

### 仮乗降場名の由来
「むかし、沼地であったところを干拓したので」ついた名称である。

## 駅構造
廃止時点で、1面1線の単式ホームを有する地上駅（仮乗降場、廃止時まで）であった。ホームは、線路の西側（幌延方面に向かって左手側）に存在した。ホーム上の待合所のみで、駅舎は存在しなかった。

## 駅周辺
- 国道232号（天売国道/日本海オロロンライン）
- トコツナイ川

## 駅跡
2001年（平成13年）時点で、遺構は残されておらず、跡形もなくなっている。
また、2001年（平成13年）時点では当仮乗降場跡附近のトコツナイ川に、コンクリートの橋台が残存していた。2010年（平成22年）時点でも同様であった。
なお、駅名標は更岸駅のものとともに、更岸小学校跡に設置されている。

## 隣の駅
日本国有鉄道
羽幌線
更岸駅 - 干拓仮乗降場 - 天塩駅